# Нова-Біла (Малопольське воєводство)
Нова-Біла (пол. Nowa Biała, нім. Neubela) — село в Польщі, у гміні Новий Торг Новотарзького повіту Малопольського воєводства.
Населення — 1413 осіб (2011).
У 1975-1998 роках село належало до Новосондецького воєводства.

## Демографія
Демографічна структура станом на 31 березня 2011 року:
|          | Загалом | Допрацездатний вік | Працездатний вік | Постпрацездатний вік |
| -------- | ------- | ------------------ | ---------------- | -------------------- |
| Чоловіки | 700     | 195                | 442              | 63                   |
| Жінки    | 713     | 186                | 421              | 106                  |
| Разом    | 1413    | 381                | 863              | 169                  |